# Andrzej Gronowicz
Andrzej Jerzy Gronowicz (ur. 7 marca 1951 w Pile) – polski kajakarz, srebrny medalista olimpijski z Montrealu.
Związany był z OKS/Stomilem Olsztyn. Pływał na kanadyjkach. Był wielokrotnym mistrzem Polski. Brał udział w IO 72 w parze z Janem Żukowskim, największe sukcesy odnosił jednak wspólnie z Jerzym Oparą. Trzykrotnie zdobywali medale mistrzostw świata (srebro i dwa brązowe krążki), a w 1976 zostali wicemistrzami olimpijskimi na dystansie 500 m.
Trzynaście razy był mistrzem Polski:
- C-1 500 m – 1973, 1975, 1977
- C-1 1000 m – 1973, 1974, 1975, 1976, 1977, 1978
- C-2 500 m – 1971, 1976
- C-2 1000 m – 1971, 1972